# Rebecca Minkoff (compañía)
Rebecca Minkoff es una marca de moda estadounidense fundada por los hermanos Rebecca y Uri Minkoff en 2005 en Nueva York. La marca cuenta con tiendas minoristas en Nueva York, San Francisco, Los Ángeles, Hong Kong, Tokio y Corea, y se distribuye en más de 900 tiendas en todo el mundo. Ofrece una gama de prendas que incluye bolsos, calzado, joyería y accesorios.

## Historia
En 2001, Rebecca Minkoff comenzó a trabajar en sus propios diseños de moda. Su primer reconocimiento nacional llegó cuando la actriz Jenna Elfman lució una camiseta "I Love New York" que Minkoff diseñó en el programa de Jay Leno. En 2005, Rebecca Minkoff constituyó la empresa y cofundó la marca junto con su hermano Uri Minkoff, quien había fundado varias startups de salud y tecnología, y juntos lanzaron oficialmente Rebecca Minkoff LLC. Desde su lanzamiento, la marca Rebecca Minkoff se ha distribuido en más de 900 tiendas en todo el mundo y ha recibido varios premios, incluyendo el Premio al Diseñador Revelación en los Premios a la Excelencia del Consejo de Accesorios, fue anunciada como miembro del primer Consejo Estatal de Nueva York para Mujeres y Niñas, y ha sido miembro activo del Consejo de Diseñadores de Moda de América. Hoy, la marca ha traído su concepto de tienda minorista a Chicago, y cuenta con una tienda dirigida al comprador de nueva generación en Melrose Avenue, Los Ángeles.
En 2018, Rebecca Minkoff anunció que ya no se presentaría en la Semana de la Moda de Nueva York, sino que decidió centrar sus esfuerzos en un nuevo proyecto que se lanzó simultáneamente con la marcha de las Mujeres de 2018: RM Superwomen.

## Relojes
Rebecca Minkoff ha comercializado relojes con su marca, aunque en 2025 ya no figuraban en su catálogo de productos.

## Vida personal
Rebecca Minkoff ha sido miembro vitalicio de la Iglesia de la Cienciología. Se crio tanto en la religión judía como en la Iglesia de la Cienciología.
En 2024, Rebecca Minkoff se unió a "The Real Housewives of New York City" como amiga de las amas de casa. En 2025, Minkoff abandonó la serie después de una temporada.

## Premios
- 2009 Mujeres Poderosas de New York Moves[17]
- 2010 Miembro de The  Council of Fashion Designers of America[7][18]
- 2011 Premio al Diseñador Revelación del Consejo de Accesorios[2]
- Finalista del Premio Emprendedor del Año Ernst & Young en 2013. Premio al Emprendedor del Año[19]
- Mejor Comercio Interactivo y Mejor Innovador en los Premios Moda 2.0[20]